# فيري غروبر
فيري غروبر (بالألمانية: Ferry Gruber)‏ هو مغني أوبرا ومغني نمساوي وألماني، ولد في 28 سبتمبر 1926 في فيينا في النمسا، وتوفي في 23 يوليو 2004 في ميونخ في ألمانيا.

## وصلات خارجية
- فيري غروبر على موقع IMDb (الإنجليزية)
- فيري غروبر على موقع ميوزك برينز (الإنجليزية)
- فيري غروبر على موقع أول ميوزيك (الإنجليزية)
- فيري غروبر على موقع ديسكوغز (الإنجليزية)
- فيري غروبر على موقع قاعدة بيانات الفيلم (الإنجليزية)